# 브렌트우드구

브렌트우드구의 위치

브렌트우드구(영어: Borough of Brentwood)는 잉글랜드 에식스주에 위치한 비도시 자치구로 중심 도시는 브렌트우드이며 인구는 75,645명(2014년 기준), 면적은 153.12km2이다.